# Cá thát lát
Cá thát lát (danh pháp khoa học: Notopterus notopterus) là một loài cá nước ngọt, duy nhất của chi Notopterus trong họ Cá thát lát (Notopteridae). Ở Việt Nam, cái tên cá thác lác, hay còn gọi là phác lác, là một chữ có nguồn gốc từ tiếng Khmer.

## Đặc điểm
Cá thát lát có thân dài, dẹt, có đuôi rất nhỏ, vảy nhỏ phủ toàn thân. Miệng tương đối to có mõm ngắn bằng, rạch miệng kéo dài đến trước ổ mắt. Vây hậu môn liền với vây đuôi. Loại cá thát lát thường thấy có màu xám ở lưng và màu trắng bạc ở bụng, phía dưới viền xương nắp mang màu vàng, dài đến 400 mm, nặng đến 500 g, trung bình khoảng 200 g.
Cá thát lát thuộc loài cá ăn tạp. Thành thục sau khoảng một năm tuổi, khi thân dài đến 165 mm, nặng 200 g cá bắt đầu sinh sản vào tháng 5 đến tháng 7. Trứng đẻ ra bám chặt vào đá và được cá đực bảo vệ rất kỹ, cá đực thường xuyên dùng đuôi vẫy nước để tạo điều kiện cho trứng hô hấp.

## Phân bố
Cá thát lát phân bố rộng rãi trong các vùng nước tự nhiên ở Ấn Độ và có ở hầu hết các nước Đông Dương như Việt Nam, Lào và Campuchia. Ở Việt Nam, cá thát lát tự nhiên phân bố chủ yếu ở các vùng đồng bằng sông Cửu Long, sông Đồng Nai và các tỉnh miền Trung, Tây Nguyên... Do sức sinh sản tự nhiên tốt nên sản lượng khai thác cá thát lát ở tự nhiên khá cao.
Đây là loài bản địa của Bangladesh, Campuchia, Ấn Độ, Indonesia, Malaysia, Myanmar, Nepal, Pakistan, Thái Lan. Loài này được xếp vào nhóm ít quan tâm theo IUCN3.1 Hiện nay, cá thát lát khan hiếm và môi trường tự nhiên sinh sống của cá bị khai thác cạn kiệt.

## Giá trị
Cá thát lát cho thịt ngon, ít xương, đặc biệt thịt có độ dẻo đặc biệt, khi chế biến thường được nạo ra, quết nhuyễn với gia vị, có hương đặc trưng. Loài cá này cũng được ưa chuộng dùng chế biến món chả cá thát lát, coi như đặc sản. Ở một số địa phương đã nhân giống và nuôi cá thát lát trong môi trường nhân tạo trong ao, ruộng, mương cho năng suất cao.
Ở Thừa Thiên Huế, Việt Nam, tương truyền, mẹ của vua Tự Đức là Từ Dụ rất thích ăn cá thát lát. Khi về làm dâu của hoàng tộc ở Huế, những người hầu cận thân thích của bà đã đem giống cá thát lát ở Nam Bộ ra nuôi ở một khu vực phía sau chợ An Cựu, đến nay vẫn còn di tích gọi là cống Phác Lác. Hiện nay tại địa phương này, người ta làm sạch cá rồi băm nhuyễn cả thịt lẫn xương, tuy ăn có lợn cợn chút xương vụn nhưng lại bổ sung thêm hàm lượng calci cho cơ thể, tốt cho trẻ còi xương, suy dinh dưỡng, phụ nữ có thai và sau khi sinh, người mới ốm dậy, người cao tuổi gầy yếu. Người Huế liệt cá thát lát vào nhóm các thức ăn "hiền và lành". Còn ở Đắk Lắk, Việt Nam, cá thát lát hồ Lắk đã trở thành một món ăn nổi tiếng. Món chả cá thát lát hồ Lắk ăn với rau thì là là một món ăn có tiếng trong các tour du lịch Đắk Lắk.